# آنتیگنی
آنتیگنی یک کمون است که در استان پی دو لا لوآر در شهرستان وانده در غرب فرانسه قرار دارد.

## ترابری

### جاده
جاده‌های D19، D63، D67، D938T و D949B از میان کمون عبور می‌کنند.